# Noisy-le-Grand

Poloha města

Noisy-le-Grand  [nwa.zi lə gʁɑ̃] je francouzské město nacházející se v kraji Seine-Saint-Denis v regionu Île-de-France. Jeho obyvatelé se nazývají Noisénové (v originále Noiséens).

## Geografie
Na severu města teče řeka Marne. Na východní hoře na okraji dálnice A4 se tyčí (kromě komerčního centra) náměstí Federace (la place des Fédérés), které je typickou ukázkou odvážné architektury (francouzský originál odkazuje na urbanismus) tak jako přístavba ministerstva financí.
Sousední obce: Bry-sur-Marne, Neuilly-Plaisance, Neuilly-sur-Marne, Gournay-sur-Marne, Champs-sur-Marne, Émerainville, Le Plessis-Trévise, Pontault-Combault a Villiers-sur-Marne.

## Historie
Noisy-le-Grand byla sídlem královské rodiny Merovejců (rod vládnoucí asi od 5. do 8. století). Podle legendy král Chlodvík I. (vládl od roku 481 do 511) je pohřbený v Noisy le Grand a Karlovci vystavěli nad tímto místem malou kapli.
V roce 1060 vesnice podala pomocnou ruku mnichům ze Saint-Martin-des-Champs odkazem krále Jindřicha I. Mniši vlastnili vesnici do roku 1789. Jejich pozemky byly prodány za revoluce.
Do počátku 20. století to byla zemědělská vesnice. S příchodem tramvají v roce 1901 se stala městem. Prostřednictvím dopravy začali dělníci cestovat do Paříže. Jinak řečeno, Pařížané začali využívat této novinky k vyjetí si a procházení se po venkově o nedělích.
V letech 1930 vzniklo mnoho rozparcelovaných pozemků, které změnili vesnici na periferii města.
5. listopadu 2005, během občanských nepokojů ve francouzských čtvrtích, byla tělocvična v Butte-verte dějištěm incidentu, který navazoval na jiný z roku 1993.

## Seznam čtvrtí
- Bords de Marne:
  - La Varenne: poblíž Bry-sur-Marne
  - Rive-Charmante
  - Rive-de-Marne
- Cormiers
- Hauts-Bâtons
- Champy: blízko Champs-sur-Marne]
- Butte-Verte
- Les Richardets
- Yvris
- Pavé-Neuf
- Grenouillère
- Marnois
- Centre (Centrum): radnice, náměstí Michela Simona
- Mont d'Est: RER, komerční centrum.
- Bois Saint-Martin: les na jihu vesnice

## Administrace
Komuna je členem Sdruženého společenství území východní Francie.
Kanton Noisy-le-Grand obsahuje dvě komuny: Noisy-le-Grand a Gournay-sur-Marne.

## Vývoj počtu obyvatel
Počet obyvatel

## Osobnosti města
- Alexandre de Beauharnais (1760 – 1794), šlechtic, voják a politik, krátce předseda Národního shromáždění, první manžel Joséphiny, pozdější manželky Napoleona Bonaparte
- Joséphine de Beauharnais (1763 – 1814), francouzská císařovna, první manželka Napoleona Bonaparta
- Konstantin Balmont (1867 – 1942), ruský symbolistický básník a překladatel
- Alfred Jarry (1873 – 1907), básník, romanopisec a dramatik
- Pierre Bonnard (1867 – 1947), postimpresionistický malíř
- Michel Simon (1895 – 1975), švýcarský herec
- Coluche (1944 – 1986), herec, komik a autor
- Maryse Ewanje-Epéeová (* 1964), bývalá skokanka do výšky
- Marie-José Pérecová (* 1969), bývalá atletka, trojnásobní olympijská vítězka, dvojnásobná mistryně světa a mistryně Evropy ,
- Laetitia Casta (* 1978), herečka a modelka